# ノミのサーカス
ノミのサーカスとは、客を集めてノミの芸を見せるショーのことである。

## 内容
ノミのサーカスの発祥はパリとされ、その歴史は古く、ルイ14世も見物したと言われる。
見物する対象が体長3mm程度の小さな昆虫なので、その「舞台」もごく小さく、机の上の画用紙の上で行われ、観客はその周囲にせいぜい30人程度が取り囲む。このような曲芸団は町から町へと移動しながら興行を行い、国外にも移動した。日本にも、古くは1930年（昭和5年）に来日、福岡で興行を行った記録がある。また、1936年（昭和11年）には中国人の率いる一座が来日し、東京で行われた工芸博覧会で興行を行った。その時の演目は、以下のようなものであった。
- ノミの体重の2,000倍もの重さのあるローラーの取っ手にノミをつないで2匹がかりで引かせる。他に大砲のおもちゃを引かせたりもしたようである。
- ノミに体重の約5倍の重さのボールを蹴らせる。
- ダンス：鮮やかな色紙で作った円錐形の衣装？をノミにかぶせ、オルゴールの音に合わせてノミが跳びはねると衣装が踊っているように見える。
- ジャンプ：掛け声に合わせて、ノミがジャンプして小さな輪をくぐる。

この一座はその後1960年（昭和35年）にも来日、東京などのデパートで興行を行っている。ノミには細い針金で首輪をしてあり、これは道具の取り付けなどにも使われた。ちなみに、この首輪の取り付けはかなり高度な技とのこと。餌は1日に2回、団長の血を吸わせてもらう。住みかは小さな木箱で、これをノミのホテルと称し、普段はここに入れた毛皮に潜り込んでいて、呼べば飛び出し、芸が終われば掛け声で戻るように仕込まれていた。
ノミは脊椎動物のように調教されて「芸」を習得しているわけではなく、ノミ使いの放つ「Go!」等のかけ声に伴って吹き付けられる二酸化炭素への反射行動をとっているに過ぎず、それが「芸」をしているように見えるだけである。
サーカスに使われるノミの種類はおもにヒトノミであり、これはヒトノミが大型種でハンドリングしやすく、見せ物としても観客が眺めやすかったからである。しかし、試みさえすれば、ネコノミ等でも同じ芸当をおこなわせることはできる。DDTの普及後ヒトノミが急速に入手困難となり、次第に廃れていった。
なお、ノミは芸をする唯一の無脊椎動物であると言われる。

## 宣伝文
江崎俤三が1884年頃にドイツで入手した宣伝文は以下のようなものであった由（安松(1965)より引用）。
「幾多の賞牌を得たる第一流の見せ物（中略）生き血を噛む、最も凶暴にして、人類にも最も危険なる動物その腕力は体の大きさに比すれば、獅子及虎の二倍以上なるこの動物を馴らすには、人力の限りをつくして、金鉄の如き意志と最大の忍耐をもってせざるべからず」

## その周辺
「蚤のサーカス」は教育の分野で一種の警句として用いられる場合がある。サーカス用のノミの訓練の最初の段階で、背の低い箱にノミを閉じ込め、ジャンプすると頭をぶつけるようにすることで、みだりに高く撥ねないように訓練すると伝えられており、このことから、何かしようとする子供の頭を押さえ付けることで、無意識に子供が伸びないようにしてはいないか、との意味である。
チャップリンの『ライムライト』には、舞台芸としてノミがいないのにいるように見せる「ノミのサーカス」という出し物が登場する。
アメリカのアニメ監督テックス・アヴェリーがメトロ・ゴールドウィン・メイヤー（MGM）所属時代に、「ノミのサーカス（原題：The Flea Circus）」という作品を制作している。日本ではTBS版の『トムとジェリー』の中で放送された。
ディズニーのCGアニメ映画『バグズ・ライフ』及び『カーズ』にはノミのサーカス団長「P.T.フリー」が登場する。
藤田雅矢の著作に『蚤のサーカス』がある。
1980年ころまで出版されていた小学館の昆虫の書籍にも、ノミのサーカスの記述と写真が載っていた。